# Chimeras (album)
Chimeras je studiové album Johna Zorna, poprvé vydané v dubnu 2003. Album bylo inspirováno skladbou „Pierrot Lunaire“ od Arnolda Schoenberga. V roce 2010 vyšla reedice alba pod názvem Chimeras (Revised Edition).

## Seznam skladeb
| Pořadí         | Název                                   | Délka |
| -------------- | --------------------------------------- | ----- |
| 1.             | One                                     | 0:55  |
| 2.             | Two                                     | 2:42  |
| 3.             | Three                                   | 2:54  |
| 4.             | Four                                    | 2:05  |
| 5.             | Five                                    | 1:45  |
| 6.             | Six                                     | 2:08  |
| 7.             | Seven                                   | 4:38  |
| 8.             | Eight                                   | 3:19  |
| 9.             | Nine                                    | 2:45  |
| 10.            | Ten                                     | 2:53  |
| 11.            | Interlude                               | 1:24  |
| 12.            | Eleven                                  | 3:18  |
| 13.            | Twelve                                  | 2:50  |
| 14.            | Postlude (bonus na reedici v roce 2010) |       |
| Celková délka: | Celková délka:                          | 33:44 |

## Sestava
- Jennifer Choi – housle
- Ilana Davidson – zpěv
- Stephen Drury – piáno, varhany, celesta
- Elizabeth Farnum – zpěv
- Michael Lowenstern – basklarinet, klarinet
- Tara O'Connor – pikola, flétna, altflétna, basflétna
- Fred Sherry – violoncello
- William Winant – perkuse
- Brad Lubman – dirigent